# Theater Überzwerg

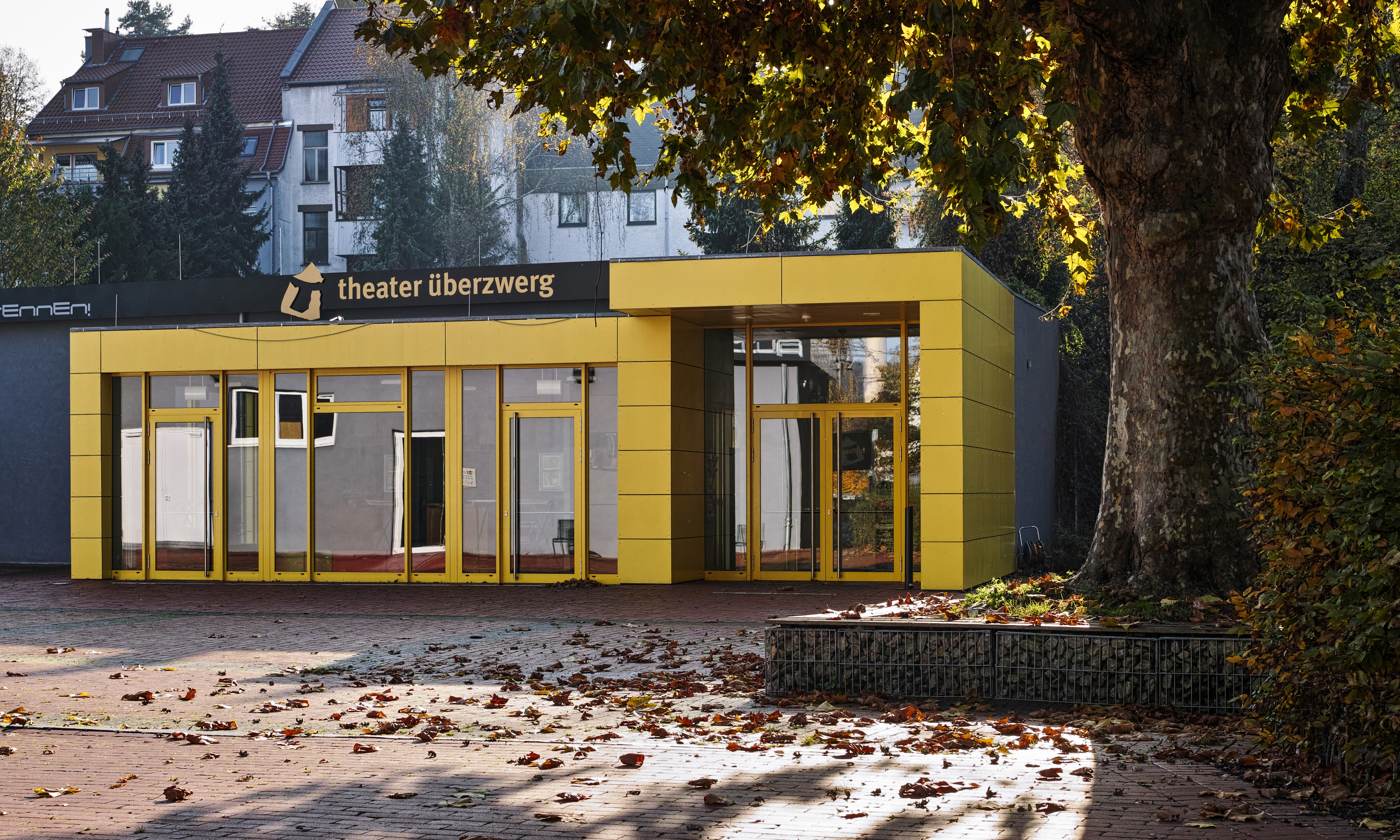
Das Überzwerg-Theater am Kästnerplatz in Saarbrücken-St.Arnual

Das überzwerg – Theater am Kästnerplatz (Eigenschreibweise) ist das größte professionelle Kinder- und Jugendtheater im Saarland. Es befindet sich am Erich-Kästner-Platz in Saarbrücken.

## Geschichte
Im Oktober 1978 konzipierten Ingrid Braun, Ingrid Hessedenz, Alice Hoffmann, Jochen Senf und Peter Tiefenbrunner ein „Freies Kinder- und Jugendtheater Saarbrücken“, das später den Namen „sog. 2“ erhielt. Uneinigkeit herrscht darüber, ob alle fünf Personen auch als Gründungsmitglieder anzusehen sind. Am 20. April 1979 feierte das Theater die erste Premiere mit „Was heißt hier Liebe?“ vom Theater Rote Grütze. Im Oktober 1979 wurde das Stück mit einem Aufführungsverbot an saarländischen Schulen belegt.
Zunächst finanziert als Arbeitsbeschaffungsmaßnahme der Landeshauptstadt Saarbrücken, wurde das Theater zur Spielzeit 1981/82 durch einen Kooperationsvertrag mit dem Saarländischen Staatstheater organisatorisch selbständig. Das Theater benannte sich zu dieser Zeit in Theater Iwwerzwerch um (das Wort bedeutet im Moselfränkischen quer, überspannt, verschroben, übertrieben). Nach dem Einspruch eines gleichnamigen Karnevalsvereins aus dem saarländischen Überherrn wurde es in „Theater Überzwerg“ umbenannt.
Seit 1989 verfügt das Theater über eine feste Spielstätte in Saarbrücken - St. Arnual, bietet aber zusätzlich alle Produktionen weiterhin als Gastspiele an. Nach Jahren des Kollektivs entschied sich das Theater zur Spielzeit 1990/1991 für eine Leitungsebene mit Künstlerischem Leiter, Geschäftsführer und Dramaturgen. Die Geschäftsführung unterstand bis 2020 Detlef Kraemer, danach wurde sie vom bisherigen Dramaturgen Christoph Dewes übernommen. Künstlerischer Leiter war von 1990 bis 2021 Bob Ziegenbalg, mit der Spielzeit 2021/22 wurde die Künstlerische Leitung an Stephanie Rolser übergeben, die zuvor langjährige Mitarbeiterin des Hauses war.
Träger des Theaters ist heute ein gemeinnütziger Verein, den die saarländische Landesregierung bezuschusst. Vom Überzwerg – Theater am Kästnerplatz und anderen professionellen Kinder- und Jugendtheatern aus Hessen und Rheinland-Pfalz wurde 1999 die Landesarbeitsgemeinschaft Südwest ins Leben gerufen, die dem Erfahrungsaustausch und kritischen Qualitätsdiskussionen dienen soll.
2009 startete eine umfassende Renovierung des Theatergebäudes. Nach dem Ende der Umbaumaßnahmen wurde das Theater Anfang November 2009 wiedereröffnet – mit vergrößertem Foyer, einer Klimaanlage im Theaterraum, einem Theaterhof und neuen Büroräumen. Für die Kosten des Umbaus von ca. 1.000.000 Euro wurden Mittel des Konjunkturpakets des Landes eingesetzt. Ebenso beteiligte sich die Landeshauptstadt Saarbrücken an den Kosten.

## Anspruch und Programm
Bei der Stückauswahl berücksichtigt das Theater, dass Kindheit und Jugend sich ständig verändern. Den Spielplan bestimmen somit aktuelle Stücke, die gezielt für bestimmte Altersklassen konzipiert werden. Außerdem will das Theater Autoren fördern, die für Kinder und Jugendliche schreiben. Unter den etwa 160 Produktionen, die seit der Gründung auf die Bühne gebracht wurden, sind alleine über 40 Uraufführungen (Stand: Dezember 2022). Neben der Autorenförderung sucht und findet das Theater auch neue Stoffe durch die Verbindung mit anderen Theaterformen, wie z. B. mit der Entwicklung von Tanztheaterstücken.
Die Entstehung jeder neuen Überzwerg-Inszenierung wird von einer sogenannten Patenklasse oder einem Patenkindergarten begleitet. Zum weiteren theaterpädagogischen Angebot des Theaters gehören eine Lehrertheatergruppe, Vor- und Nachbereitungen zu allen Produktionen, Sichtungsveranstaltungen für Lehrkräfte, Publikumsgespräche sowie regelmäßige Veranstaltungen und Workshops mit dem Landesinstitut für Pädagogik und Medien (LPM).

## Jugendclubs
1989 rief Bob Ziegenbalg den ersten Überzwerg-Jugendclub ins Leben, zwei weitere folgten. Damit war das Überzwerg – Theater am Kästnerplatz eine der ersten deutschen Spielstätten, an denen ein Theaterspielclub für Jugendliche installiert wurde. Ca. 40–50 Kinder und Jugendliche zwischen 10 und 20 Jahren treffen sich dort wöchentlich, um unter professioneller Anleitung Theater zu lernen und zu machen. Seit der Spielzeit 2021/22 werden auch Ferienworkshops für Kinder zwischen 8 und 12 Jahren angeboten. Außerdem gibt es seit derselben Spielzeit im Sinne einer kulturellen Teilhabe für alle einen Theaterclub für Jugendliche in Kooperation mit der PÄDSAK (Pädagogisch-Soziale Aktionsgemeinschaft e. V.) auf dem Wackenberg.

## Festival Spielstark
Seit 2002 veranstaltet das Überzwerg – Theater am Kästnerplatz zusammen mit der Stadt Ottweiler das Kinder-, Jugend- und Familientheaterfestival Spielstark. Seit 2017 ist auch die Kreisstadt Saarlouis Mitveranstalter und Spielort des Festivals. Neben den Auftritten professioneller Kinder- und Jugendtheater aus dem gesamten deutschsprachigen Raum bilden Theaterworkshops einen inhaltlichen Schwerpunkt des Festivals.

## Auszeichnungen und Nominierungen
- 2001: 3. Platz und Publikumspreis für die Produktion „Vier aus Papier“ von Erhard Schmied (Musik: Oliver Hottong) bei der 6. Marburger Kinder- und Jugendtheaterwoche
- 2002: Nominierung der Überzwerg-Auftragsproduktion „Vier aus Papier“ von Erhard Schmied für den Deutschen Kindertheaterpreis 2002[3]
- 2008: 2. Platz für die Produktion „Für Dich!“ von Sebastian Eilers bei den 13. Hessischen Kinder- und Jugendtheatertagen in Marburg
- 2010: Nominierung der Produktion „Am Horizont“ von Petra Wüllenweber für die Kinderstücke bei den 35. Mülheimer Theatertagen[4]
- 2012: Nominierung der Produktion „Zur Zeit nicht erreichbar“ von Petra Wüllenweber für die Kinderstücke bei den 37. Mülheimer Theatertagen[5]
- 2018: 1. Platz für die Produktion „Name: Sophie Scholl“ beim Festival Monospektakel VIII in Reutlingen[6]
- 2023: Nominierung der Produktion „Kirschrotgalaxie“ von Anah Filou für die Kinderstücke bei den 48. Mülheimer Theatertagen[7]
- 2023: Nominierung der Produktion "Boy in a white room" nach dem gleichnamigen Roman von Karl Olsberg für den Monica-Bleibtreu-Preis.[8]